# Le Spleen de Paris
Petits Poèmes en prose
Le Spleen de Paris, également connu sous le titre Petits Poèmes en prose, est un recueil posthume de poèmes en prose de Charles Baudelaire, établi par Charles Asselineau et Théodore de Banville. Il a été publié pour la première fois en 1869 dans le quatrième volume des Œuvres complètes de Baudelaire par l'éditeur Michel Lévy après la mort du poète.

## Historique

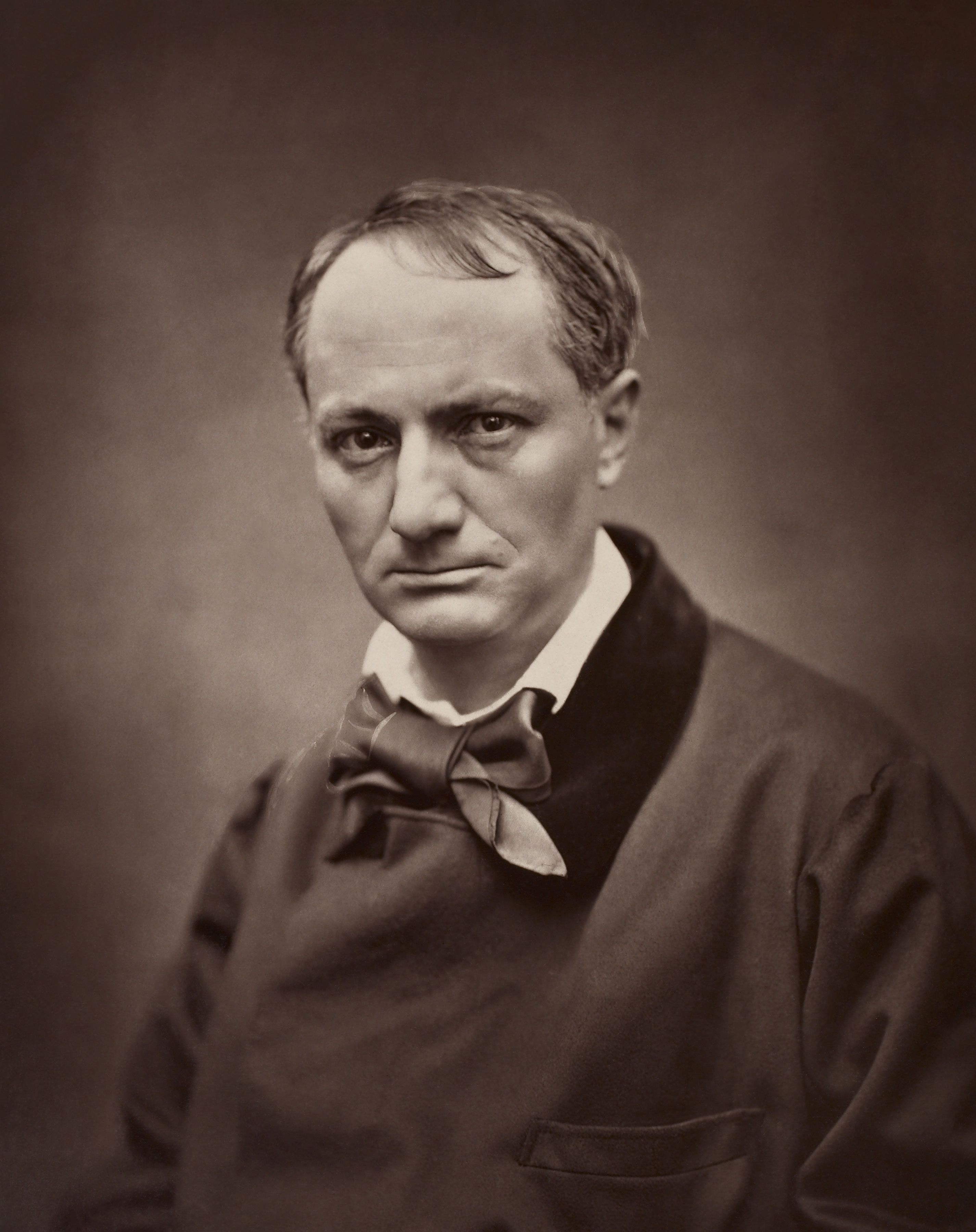
Charles Baudelaire photographié par Étienne Carjat, vers 1862.

Les cinquante pièces qui composent ce recueil ont été rédigées entre 1857 (Le Crépuscule du soir) et 1864. Une quarantaine d'entre elles ont paru dans divers journaux de l'époque (selon la volonté de Baudelaire, certains poèmes ont été publiés dans la revue littéraire L'Artiste, dirigée par son ami Arsène Houssaye auquel il dédie son œuvre, et une autre dans des journaux à grands tirages comme La Presse ou Le Figaro). Selon une lettre de 1862 qui sert de dédicace aux éditions postérieures, Baudelaire a été inspiré en les écrivant par l'exemple d'Aloysius Bertrand.

« J'ai une petite confession à vous faire. C'est en feuilletant, pour la vingtième fois au moins, le fameux Gaspard de la Nuit d'Aloysius Bertrand (un livre connu de vous, de moi et de quelques-uns de nos amis, n'a-t-il pas tous les droits à être appelé fameux ?) que l'idée m'est venue de tenter quelque chose d'analogue, et d'appliquer à la description de la vie moderne, ou plutôt d'une vie moderne et plus abstraite, le procédé qu'il avait appliqué à la peinture de la vie ancienne, si étrangement pittoresque. »

Les dix poèmes restants ont été publiés à titre posthume entre 1867 et 1869.

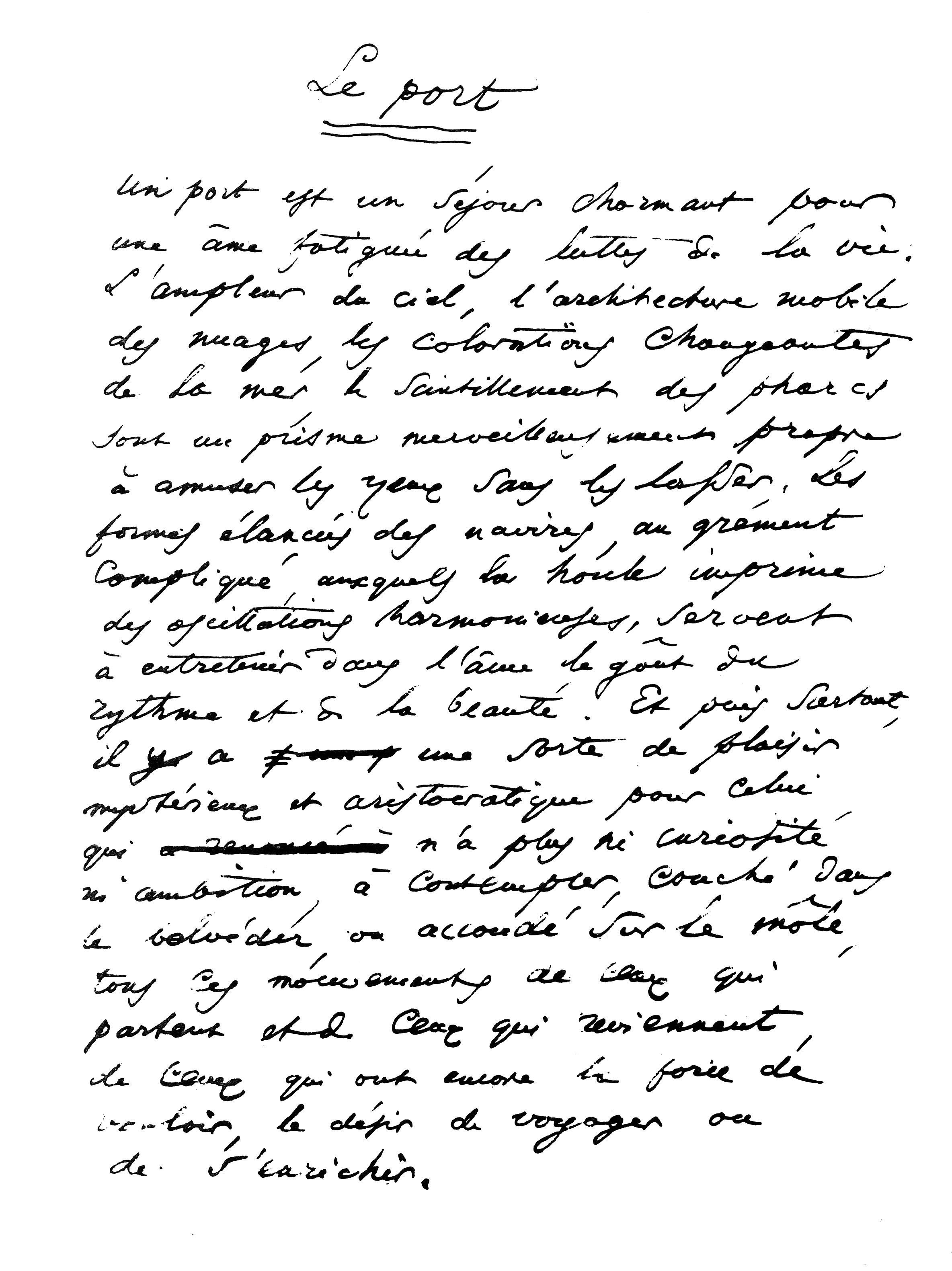
Le Port, petit poème en prose, pièce XLI - Manuscrit de Baudelaire.

Le titre Petits Poèmes en prose est celui de l'édition posthume de 1869. Mais Baudelaire lui-même avait évoqué à plusieurs reprises le titre Le Spleen de Paris pour désigner le recueil qu'il complétait au gré de son inspiration et de ses publications. S'il imagina plusieurs titres successifs, sa correspondance atteste clairement son choix pour le titre Le Spleen de Paris (qui se rapproche des titres de deux parties des Fleurs du mal : Spleen et Idéal et Tableaux parisiens). Pour exemple, dans une lettre du 6 février 1866, il écrit à Hippolyte Garnier : « Le Spleen de Paris, pour faire pendant aux Fleurs du mal », ou encore : « Le Spleen de Paris (poëmes en prose) », l'expression Poèmes en prose désignant moins un titre qu'un genre (il n'est employé comme titre du vivant de Baudelaire que de 1862 à 1863 pour des publications de quelques poèmes en prose dans des périodiques). Le 7 février 1864, le journal Le Figaro publia d'ailleurs quatre de ces pièces en prose sous le titre Le Spleen de Paris. La Revue de Paris en publia six autres le 25 décembre de la même année. Cependant, depuis la publication posthume des œuvres complètes, le recueil porte indifféremment ces deux titres.
Le Figaro a choisi d'arrêter son choix sur un des titres proposés par Baudelaire, mais c'est bien au terme de « spleen » qu'il faut surtout prêter attention plus qu'au lieu-dit de Paris. Comme on le voit à la lecture du recueil, Paris n'est pas le décor principal de l'expérience poétique. Cependant, Le Spleen de Paris ne se trompe pas de lieu, le spleen de Baudelaire est bel et bien un mal de « vauriens » de Paris, et Baudelaire nous présente le diagnostic d'un malaise social lié à une ville plus qu'une simple indication cartographique pour situer son épanchement poétique.[réf. nécessaire]
Seule la dernière pièce du recueil (Épilogue) est en vers. Il est aujourd'hui établi que Baudelaire n'avait pas prévu de l'y inclure.
Si l'auteur est libéré de la contrainte de la rime, il se doit tout de même de donner un rythme, une structure proche de la poésie à son écriture, de crainte de tomber dans le récit classique.[réf. nécessaire] À titre d'exemple, la XXXVIIe pièce, Les Bienfaits de la lune (1863), propose une symétrie entre deux paragraphes : mêmes phrases, même structure grammaticale et continuité dans le deuxième paragraphe de l'idée du premier. De même, la XLVIIIe pièce, Anywhere out of the World (1867, posthume), est construite principalement autour de quatre semi-anaphores, quatre petites phrases basées sur la même idée, les mêmes mots s'intercalant entre les paragraphes principaux.

## Réception
Comme le souligne Robert Kopp, « jusqu'au milieu des années 1960, Baudelaire a été considéré comme l'auteur d'un seul livre, Les Fleurs du Mal ». En effet, la condamnation en justice des Fleurs du Mal et leur publication organisée du vivant de l'auteur ont renforcé l'importance accordée à l'œuvre en vers de Baudelaire. Le Spleen de Paris souffre lui très tôt d'une publication partielle et posthume, qui réunit les poèmes publiés dans la presse sans concours de l'auteur alors mort. La critique se concentre donc logiquement sur l'œuvre versifiée de Baudelaire au début du XXe siècle en mettant l'accent sur le classicisme de Baudelaire dans lequel Cassagne voit un nouveau Racine. Le tournant opéré dans la critique dans les années 1960 continue d'accorder peu d'importance aux poèmes en prose et se concentre, dans le sillage de Walter Benjamin, sur l'héritage poétique contrasté que laisse Baudelaire et sur son abondante œuvre critique.
La première monographie consacrée entièrement aux poèmes en prose est publiée par Steve Murphy en 2003 avec Logiques du dernier Baudelaire. Cette lecture de plusieurs poèmes en prose capitaux dans l'œuvre baudelairienne est suivie par la parution en 2014 d'une étude d'Antoine Compagnon centrée elle aussi sur la prose de Baudelaire.

## Contenu
- À Arsène Houssaye
- I. L'Étranger
- II. Le Désespoir de la vieille
- III. Le Confiteor de l'artiste
- IV. Un plaisant
- V. La Chambre double
- VI. Chacun sa chimère
- VII. Le Fou et la Vénus
- VIII. Le Chien et le Flacon
- IX. Le Mauvais Vitrier
- X. À une heure du matin
- XI. La Femme sauvage et la Petite-maîtresse
- XII. Les Foules
- XIII. Les Veuves
- XIV. Le Vieux Saltimbanque
- XV. Le Gâteau
- XVI. L'Horloge
- XVII. Un hémisphère dans une chevelure
- XVIII. L'Invitation au voyage (2e version)
- XIX. Le Joujou du pauvre
- XX. Les Dons des fées
- XXI. Les Tentations, ou Éros, Plutus et la Gloire
- XXII. Le Crépuscule du soir
- XXIII. La Solitude
- XXIV. Les Projets
- XXV. La Belle Dorothée
- XXVI. Les Yeux des Pauvres
- XXVII. Une mort héroïque
- XXVIII. La Fausse Monnaie
- XXIX. Le Joueur généreux
- XXX. La Corde - À Édouard Manet
- XXXI. Les Vocations
- XXXII. Le Thyrse - À Franz Liszt
- XXXIII. Enivrez-vous
- XXXIV. Déjà !
- XXXV. Les Fenêtres
- XXXVI. Le Désir de peindre
- XXXVII. Les Bienfaits de la lune
- XXXVIII. Laquelle est la vraie ?
- XXXIX. Un cheval de race
- XL. Le Miroir
- XLI. Le Port
- XLII. Portraits de maîtresses
- XLIII. Le Galant Tireur
- XLIV. La Soupe et les Nuages
- XLV. Le Tir et le Cimetière
- XLVI. Perte d'auréole
- XLVII. Mademoiselle Bistouri
- XLVIII. Anywhere out of the World - N'importe où hors du monde
- XLIX. Assommons les Pauvres !
- L. Les Bons Chiens - À M. Joseph Stevens
- Épilogue

## Éditions illustrées
- Le Spleen de Paris, seize lithographies originales de Michèle Battut, Club du livre, 1988
- Le Spleen de Paris, avec des gravures sur cuivre de Paul Hannaux ; Paris, Aux dépens d'un amateur (Impr. La Ruche), 1950
- Petits Poèmes en prose, avec des pointes sèches de Emili Grau i Sala ; Paris, Les Heures Claires, 1948
- Petits Poèmes en prose, illustrations aquarelles de Serge Ivanoff ; Paris, Javal et Bourdeau, 1933